# Aphaostracon asthenes
The Blue Spring aphaostracon hoặc Blue Spring hydrobe, danh pháp khoa học Aphaostracon asthenes, là một loài ốc nước ngọt cỡ nhỏ có mang và nắp, là động vật thân mềm chân bụng sống dưới nước thuộc họ Hydrobiidae. Đây là loài đặc hữu của Hoa Kỳ.